# Premier Inn
Premier Inn er en britisk hotelkæde med over 800 hoteller i Storbritannien. Virksomheden blev etableret af Whitbread som Travel Inn i 1987. Det nuværende virksomhedsnavn blev indført i 2007.